# یواس‌اس اسکندریه (۱۸۶۲)

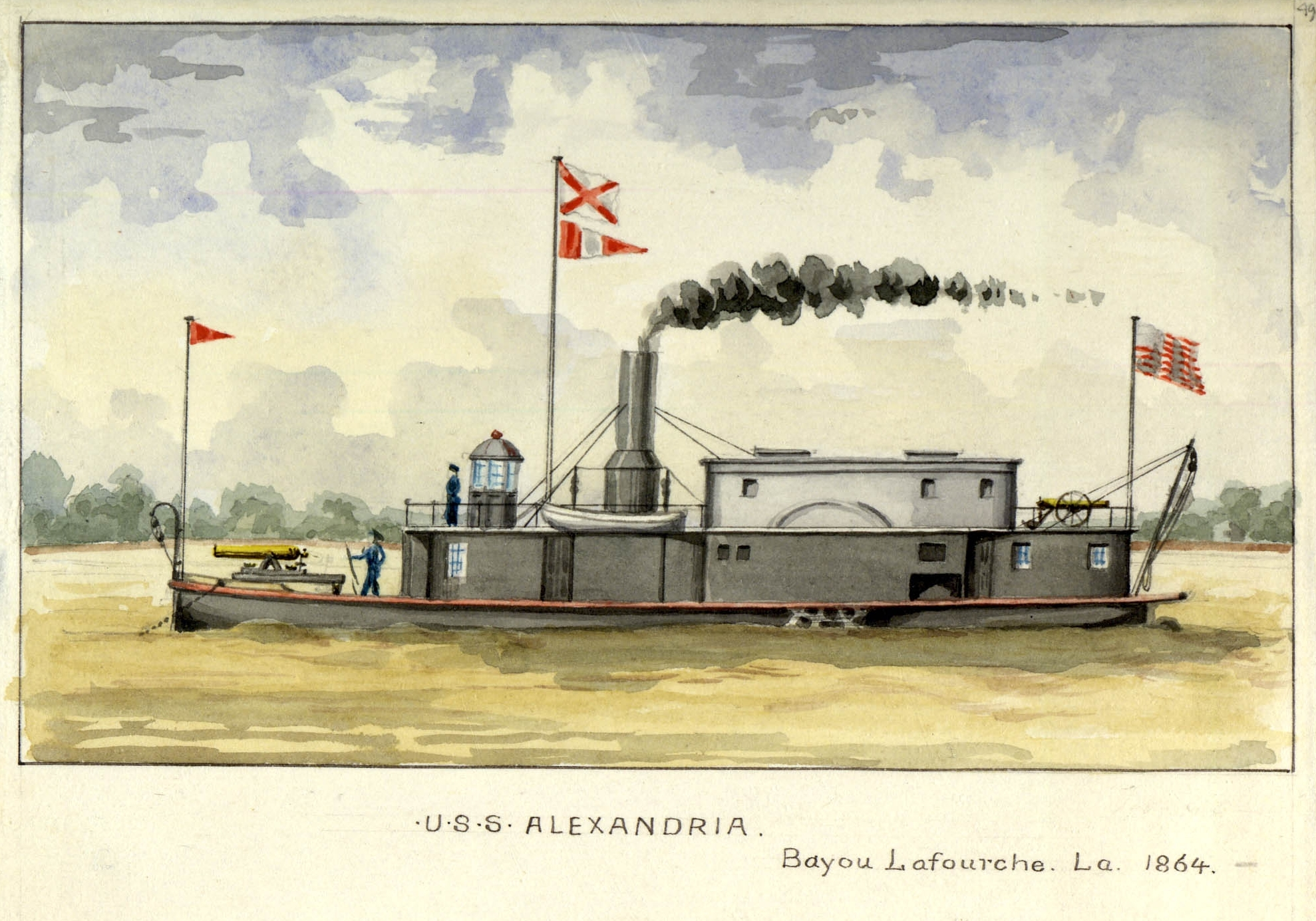
یو اس اس اسکندریه 1862

یواس‌اس اسکندریه (۱۸۶۲) (به انگلیسی: USS Alexandria (1862)) یک کشتی بود که طول آن ۸۹ فوت ۹ اینچ (۲۷٫۳۶ متر) بود. این کشتی در سال ۱۸۶۲ ساخته شد.